# 海岸通 (大阪市)
海岸通（かいがんどおり）は、大阪市内を走る道路の一つ。

## 概要
区間は大阪市港区築港四丁目付近から大正区の鶴町南公園前交叉点までで、大阪府道5号大阪港八尾線の一部に当たる。港区と大正区の間はなみはや大橋で結ばれている。
通の名を持つものの、全体として北西⇔南東方向の道路である。

## 沿線情報
港区
- 築港
  - 大阪港駅
  - 商船三井築港ビル
  - 天満屋ビル
  - 大阪港湾合同庁舎
  - 天保山ハーバービレッジ
    - 海遊館
    - 天保山大観覧車
    - 大阪文化館・天保山
    - 天保山マーケットプレース
    - ホテルシーガルてんぽーざん大阪

  - 天保山公園
  - 港住吉神社
  - 築港高野山
  - 大阪水上消防署
  - 大阪船員保険病院
  - 旧住友倉庫築港赤レンガ倉庫
- サントリー大阪工場

## 交差する道路
- 上側が北西側、下側が南東側。左側が南西側、右側が北東側。

| 交差する道路                  | 交差する道路             | 交差する場所 | 交差する場所 | 路線番号 |
| ----------------------------- | ------------------------ | ------------ | ------------ | -------- |
| 大阪港咲洲トンネル            | 国道172号＜みなと通＞    | 港区         |              | -        |
| -                             | 市道浪速鶴町線＜大正通＞ | 大正区       | 鶴町南公園前 | 府道5号  |
| 府道5号大阪港八尾線＜大正通＞ |                          |              |              |          |

## 交通量
2005年度（大阪国道事務所　道の資料室より）
平日24時間交通量（台）
- 大阪市港区海岸通3丁目：10,341
- 大阪市大正区鶴町2丁目：8,214